# Visiona
A Visiona Tecnologia Espacial é uma joint-venture entre a Embraer Defesa & Segurança e a Telebras voltada para a integração de sistemas espaciais. Aliando as competências de integração de sistemas da Embraer com o conhecimento acumulado do INPE na integração de satélites, a Visiona tem um papel de liderança no setor, coordenando as ações empresariais da indústria de forma a prover soluções para as necessidades civis e militares brasileiras de satélites.
A Visiona foi a prime contractor do Programa SGDC (Satélite Geoestacionário de Defesa e Comunicações Estratégicas), sendo responsável pela estruturação do programa, engenharia de sistemas, definição de requisitos, gerenciamento do projeto, aquisição, implantação e testes do sistema, para assegurar a compatibilidade das interfaces, o desempenho do sistema e adesão ao custo do projeto e cronograma. A Visiona selecionou, após exaustivo processo de concorrência, a Thales Alenia Space, empresa do Grupo Thales, para o fornecimento do SGDC e dos equipamentos de solo, que equipam os centros de controle do satélite e das bandas de comunicação.
Como parte integrante do contrato com a Thales Alenia Space, existe também o Programa de Absorção de Tecnologia sob coordenação da Visiona e com participação da AEB – Agencia Espacial Brasileira, INPE – Instituto Nacional de Pesquisas Espaciais, Ministério da Defesa e Telebras. O Programa abrangeu todas as tecnologias de construção e operação do SGDC. A operacionalização do programa foi feito de forma impecável pela Thales Alenia Space, com o grupo de engenheiros brasileiros totalmente integrados como se fossem engenheiros da própria Thales. Como parte do Programa do SGDC, ainda existe um contrato entre a AEB e a Thales para a Transferência de Tecnologia (TOT), onde empresas brasileiras selecionadas pela AEB, receberam as tecnologias selecionadas junto a Thales, a fim de aumentarem suas capacidades visando atender o Programa Nacional de Atividades Espaciais (PNAE) e potencialmente, exportarem componentes satelitais para a cadeia industrial internacional.
A Visiona é também empresa fornecedora de soluções baseadas em imagens coletadas por sensores remotos orbitais, prestando serviços para clientes Governamentais (Federal, Estadual, Municipal) e Privados de diversos segmentos, como: Energia, Florestal, Mineração, Meio Ambiente, Óleo e Gás e Telecomunicações. Como distribuidor e representante oficial multiplataforma no Brasil, das principais operadoras de satélites da indústria Geoespacial - Airbus, Capella Space, MAXAR, MDA, Restec, SIIS e Urthecast - a Visiona em conjunto com seus parceiros desenvolve produtos e serviços de alto valor agregado utilizando imagens coletadas diariamente por uma constelação de satélites ópticos e SAR (Synthetic Aperture Radar). O arranjo dessa constelação virtual de satélites, permite coletar imagens com um nível de serviço diferenciado: alta taxa de revisita, capacidade de geração de dados e sensores com características complementares, capazes de endereçar a maioria das aplicações Geoespaciais. A constelação acessada pela Visiona é composta por 22 sensores ópticos e 7 sensores radar, oferecendo produtos integrados de Sensoriamento Remoto com alta revisita e capacidade de geração de imagens. Estes sensores, de características complementares, representam o estado da arte mundial permitindo atingir resoluções da ordem de 30 cm, e compõe o maior acervo de imagens de alta resolução do país.
Em 2018, a Visiona anunciou o programa do primeiro satélite projetado integralmente pela indústria nacional, o VCUB1, e concluiu com êxito o primeiro Sistema de Controle de Órbita e Atitude de satélites desenvolvido no Brasil. O programa é um marco importante para o avanço e autonomia da indústria aeroespacial brasileira, já que possibilita ao país deter toda a cadeia de produção e de gerenciamento de satélites, sem depender de softwares de terceiros. O próximo passo da empresa é validar esses sistemas em um satélite operacional, o que será feito com o lançamento do VCUB1, o primeiro satélite projetado integralmente pela indústria nacional. Considerado um nanossatélite, o VCUB1 utiliza uma plataforma de 10 quilos (com 30 centímetros de comprimento, 20 centímetros de altura e 10 centímetros de largura) e traz o estado da arte em tecnologias de pequenos satélites. Em operação, ele poderá prestar serviços como os de captação de imagens, apoio à agricultura, monitoramento ambiental e coleta de dados hidro-meteorológicos. Por passar sobre o território brasileiro a cada 90 minutos, o satélite poderá, por exemplo, coletar e fornecer imagens a prefeituras para planejamento e serviços urbanos.
A Visiona também fornece produtos e serviços de Sensoriamento Remoto e Telecomunicações por satélite, bem como Aerolevantamento SAR nas Bandas X e P.